# Carlos Bejarano
Carlos Bejarano (Quibdó, Chocó; 29 de enero de 1985) es un futbolista colombo-ecuatoguineano, juega en la posición de arquero y su último equipo fue el Unión Magdalena de la Primera División de Colombia. fue internacional con la selección de fútbol de Guinea Ecuatorial.

## Clubes
| Club                   | País     | Año           | Partidos |
| ---------------------- | -------- | ------------- | -------- |
| Córdoba F.C.           | Colombia | 2006          | 21       |
| La Equidad             | Colombia | 2007 - 2008   | 40       |
| Árabe Unido            | Panamá   | 2009 - 2010   | 25       |
| La Equidad             | Colombia | 2010 - 2012   | 30       |
| Independiente Medellín | Colombia | 2012 - 2015   | 39       |
| América de Cali        | Colombia | 2015-2019     | 138      |
| Deportivo Pasto        | Colombia | 2019          | 18       |
| Águilas Doradas        | Colombia | 2020-2021     | 43       |
| Unión Magdalena        | Colombia | 2022-presente | 30       |

## Palmarés

### Campeonatos nacionales
| Título              | Club            | País     | Temporada |
| ------------------- | --------------- | -------- | --------- |
| Copa Colombia       | La Equidad      | Colombia | 2008      |
| Liga Panameña       | Árabe Unido     | Panamá   | 2010      |
| Categoría Primera B | América de Cali | Colombia | 2016      |
| Categoría Primera B | Unión Magdalena | Colombia | 2021      |